# Campeonato Europeu de Beisebol de 2005
O Campeonato Europeu de Beisebol de 2005 foi a 29º edição do principal torneio entre seleções nacionais de beisebol da Europa. A campeã foi a Seleção Neerlandesa de Beisebol, que conquistou seu 19º título na história da competição. O torneio foi sediado na República Checa.